# Tour T1
Tour T1 – wieżowiec w Paryżu, we Francji, w dzielnicy La Défense, o wysokości 185 m. Budynek został ukończony w 2008 roku. Liczy 36 kondygnacji i jest szóstym pod względem wysokości wieżowcem w Paryżu.